# École nationale supérieure d'électronique, informatique, télécommunications, mathématiques et mécanique de Bordeaux
De École nationale supérieure d'électronique, informatique, télécommunications, mathématiques et mécanique de Bordeaux, ook wel ENSEIRB - MATMECA, is een in 1920 opgerichte grande école (technische universiteit) in Talence, een voorstad van Bordeaux.

## Diploma
Mensen met een diploma van van de ENSEIRB - MATMECA worden bijvoorbeeld technisch manager of onderzoeker in een werkbouwkundige omgeving. 
Diploma's die te behalen zijn:
- Ingenieursdiploma Master : 'Ingénieur ENSEIRB - MATMECA' (300 ECTS)

## Onderzoekslaboratoria
- Mechanica,
- Wiskunde,
- Materiaal,
- Informatietechnologie.